# Lissonota funebris
Lissonota funebris là một loài tò vò trong họ Ichneumonidae.